# Obrazoborci (opera)
Obrazoborci (v německém originále Die Bilderstürmer) je poslední opera českého skladatele Jana Bedřicha Kittla na libreto německého básníka Julia Eduarda Hartmanna čerpající z dějin nizozemského povstání proti Španělům (1567). Opera byla poprvé uvedena v Praze roku 1854.
Obrazoborci sklidili celkově dobré kritiky i příznivé přijetí u obecenstva, jejich ohlas však nebyl srovnatelný s úspěchem Bianky a Giuseppeho. Největší výtky upoutalo nepovedené libreto, které navíc příliš připomínalo konkrétní opery Giacoma Meyerbeera. Naopak charakteristické bylo spojení bohaté instrumentace s řadou lyrických pasáží kantilénového typu, oceňovány byly i vojenské a davové scény. Po pátém představení byla opera stažena a vícekrát nebyla uvedena.

## Osoby a první obsazení
| osoba                                                                | hlasový obor | premiéra (20.4.1854) |
| -------------------------------------------------------------------- | ------------ | -------------------- |
| Philipp von Aldegonde, španělský místodržící Henegavska              | basbaryton   | Heinrich Steinecke   |
| Hrabě Guasto, španělský důstojník                                    | tenor        | Josef Reichel        |
| Alfonso, španělský důstojník                                         | bas          | Karel Strakatý       |
| Anna, Guastova snoubenka                                             | soprán       | Schröderová          |
| Pérégrine Legrange, kalvinistický kazatel                            |              | Schmid               |
| Guido de Bresse, kalvinistický kazatel                               | tenor        | Josef Emminger       |
| Clara, Legrangeova dcera                                             | soprán       | Meyerová             |
| Holle, měšťan                                                        | bas          | Franz Brava          |
| Měšťané Valenciennes, španělští vojáci, svatebčané, obrazoborci, lid |              |                      |

## Děj opery

### 1. dějství
(Pláň na břehu Šeldy s městem Valenciennes) Ve městě Valenciennes (1567) stojí proti sobě v konfliktu dva náboženské-politické tábory. Na jedné straně jsou to zástupci a přívrženci panujícího režimu, totiž Philipp von Adelgonde, místodržící v Henegavsku, Guasto a Alfonso, španělští důstojníci, a sociálně též, i když v pasivním postavení, Anna, "nejbohatší dědička Nizozemska". Na druhé straně to jsou kalvinisté a jejich vůdcové, vášnivý Guido de Bresse a temný Pérégrine Legrange se svou krásnou dcerou Clarou. Obyvatelé 17 nizozemských provincií jsou fanatizováni energií obrazoborců, proti kterým stojí jejich španělští pánové, kteří mají - tak jako místodržící Adelgonde - ke svým poddaným pohrdavý postoj. V tomto konfliktu přesto vznikne láska mezi Guastem a Clarou. Provokativně arogantní vystupování místodržitele na jedné straně a kázání kalvinistů na straně druhé vyvolají vzbouření ve městě. Dochází ke střetu, ve kterém měl být první obětí Guasto, jehož napadne Guido. Clara jej však v poslední chvíli zachrání před jistou smrtí.

### 2. dějství
(Náměstí před katedrálou) V Claře probíhá vnitřní boj mezi oddaností otci a kalvinistické víře na jedné straně a láskou ke Guastovi na straně druhé. Když se však Guasto sám objeví, vyznají si oba lásku. Clařinu iluzi štěstí však zničí Guido, když odhalí, že její milý má být ještě téhož dne oddán s Annou. Kalvinisté hodlají zaútočit účastníky svatebního obřadu v katedrále, a tím si zajistit konečné vítězství. Clara ale před dveřmi chrámu zastoupí svatebnímu průvodu cestu a její varování zachrání přítomným život. Kalvinisté svůj hněv obracejí alespoň na obrazy a sochy v katedrále; Clara je stižena otcovou kletbou.

### 3. dějství
(Tábor španělského vojska pod hradbami Valenciennes) Před Valenciennes táboří španělské vojsko, které má vzbouřené město ztrestat. Clara z města uprchla a hledá Guastu, je však zatčena jakožto zvěd. Guasto se z lásky ke Claře navždy vzdal Anniny ruky a nyní se od své milované dovídá o přísné vládě, kterou Guido ve městě nastolil. I Clařin otec Legrange byl uvržen do vězení za to, že chránil svou zrádnou dceru, která se nechtěla stát Guidovou ženou.
(Vězení) Španělské vojsko město dobylo a Clara spěchá osvobodit otce do vězení. Šťastné shledání je otce s dcerou, kterou považoval za mrtvou, je brzy zkaleno tím, že Clara nehodlá ustoupit od své lásky ke Guastovi. Jako poslední prostředek k záchraně duše své dcery jí Legrange podá jed, který pak i sám vypije.